# Ocaña (Hiszpania)
Ocaña – miejscowość w Hiszpanii położona na płaskowyżu Mesa de Ocaña (Stół Okani), w regionie Kastylia-La Mancha.

## Zabytki

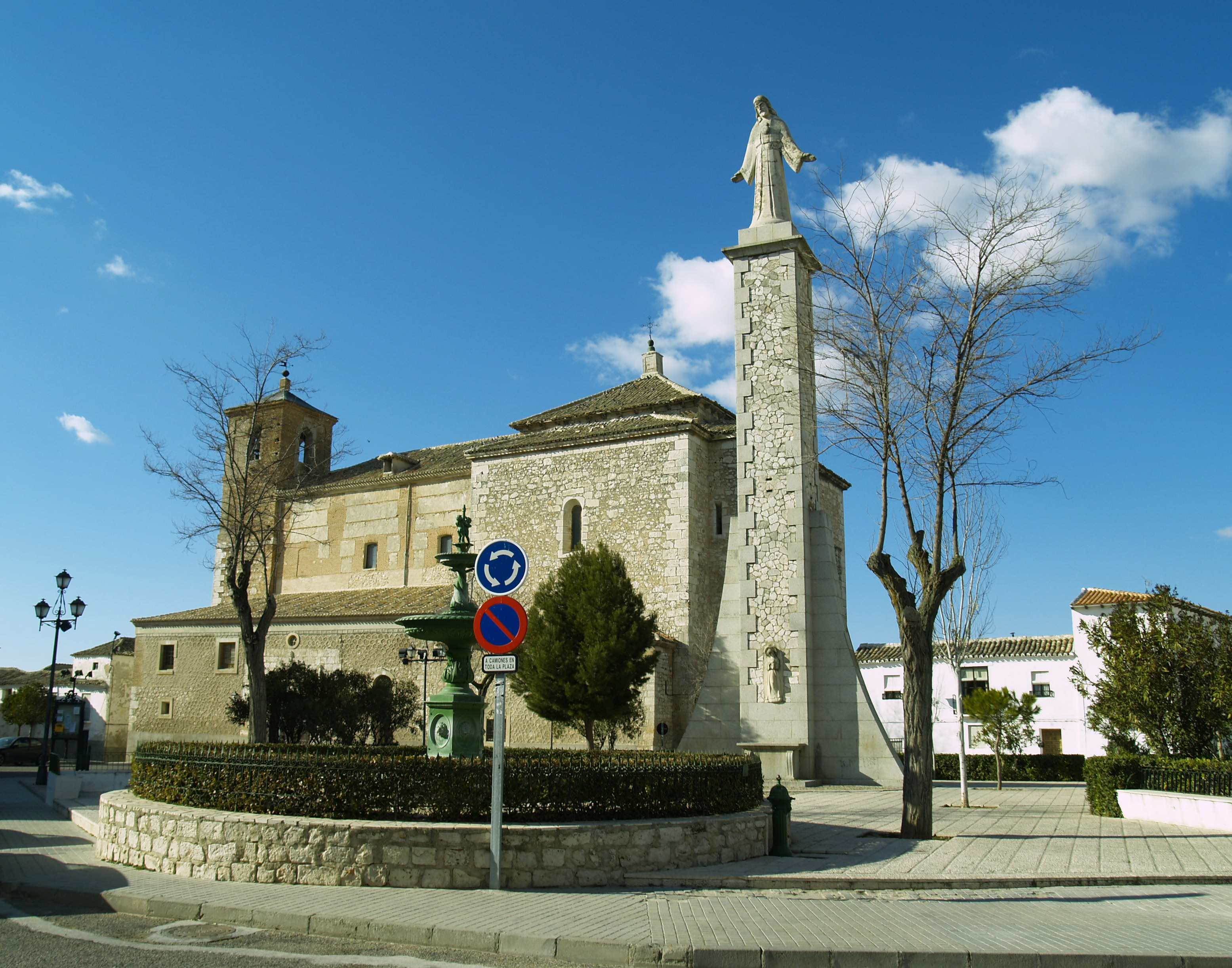
Kościół Najświętszej Marii Panny

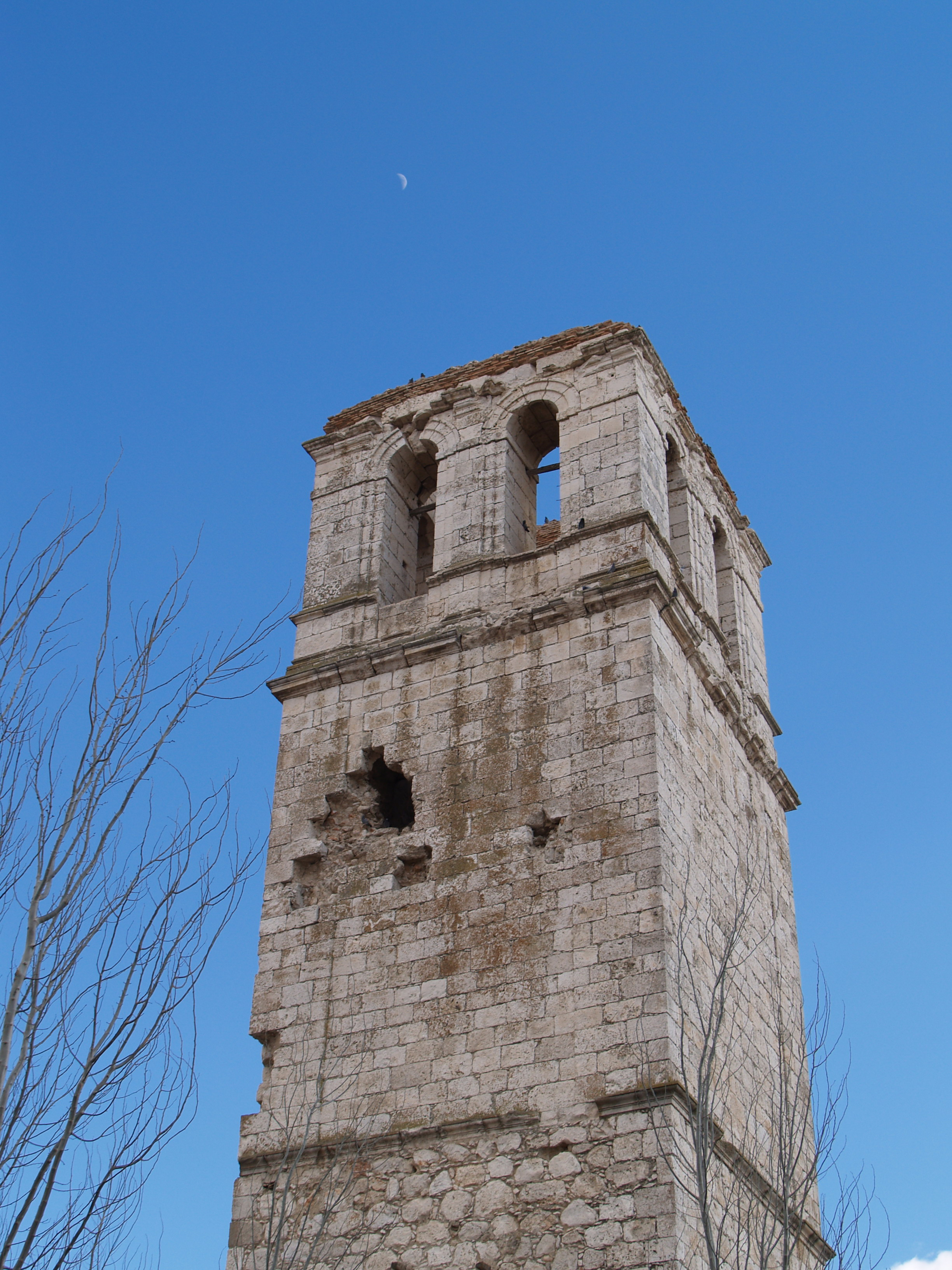
Ruiny Kościoła Świętego Marcina

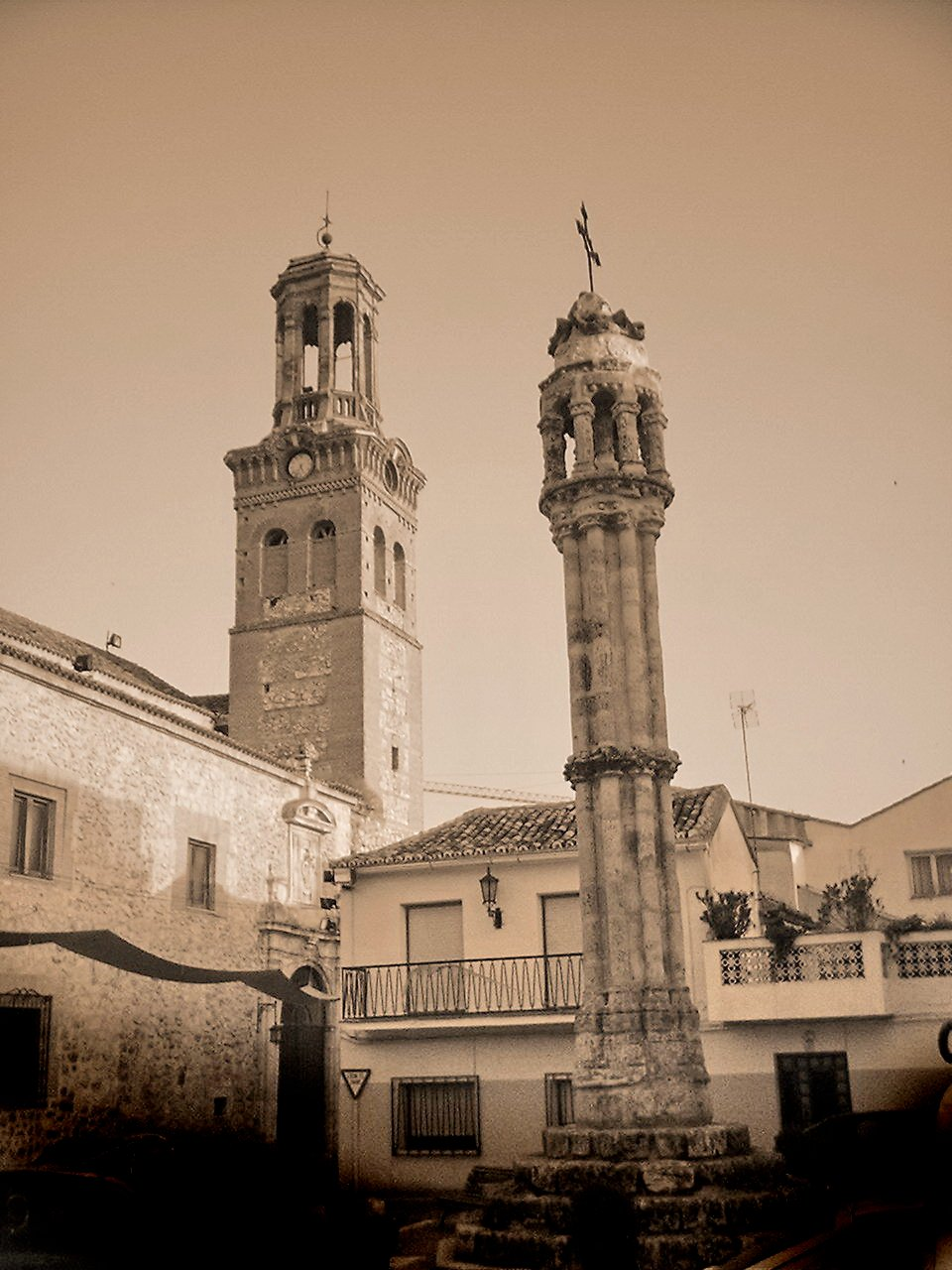
Pręgierz w Okani

- Klasztor świętego Dominika de Guzman
- Klasztor świętej Katarzyny Sieneńskiej
- Kościół Najświętszej Marii Panny
- Kaplica Naszego Ojca Jezusa z Jaskiń
- Rynek w Okani
- Wielka Fontanna (Źródło)
- Stara Fontanna (Źródło)
- Kaplica Świętego Izydora Oracza
- Kościół Świętego Jana Chrzciciela
- Ruiny Kościoła Świętego Marcina
- Pręgierz w Okani